# Hosdó
Hosdó (románul: Hășdău) falu Romániában, Erdélyben, Hunyad megyében.

## Nevének eredete
Neve a magyar has(a)dó szóalakból való.

## Fekvése
A Pojána Ruszka-hegységben, a Cserna partján, Vajdahunyadtól 32 kilométerre délnyugatra fekszik.

## Népesség
- 1818-ban jobbágycsaládai közül 44 tartozott a vajdahunyadi kincstári uradalomhoz, tizenhárom pedig magánföldesurakhoz.[2]
- 1850-ben 296 ortodox vallású lakosából 280 volt román és 16 cigány.
- 1910-ben 480 lakosából 476 volt román és négy magyar anyanyelvű; 461 ortodox, 15 görögkatolikus és négy zsidó vallású. A lakosság kevés kivétellel írástudatlan volt.
- 2002-ben 395 lakosából 394 volt román nemzetiségű; 340 ortodox és 55 pünkösdi vallású.

## Története
Nevét 1438-ban említette először oklevél, Hasdo alakban. Hunyad vármegyei román falu volt. A helyi hagyomány szerint egykor feljebb, a Lunca Largă nevű helyen feküdt. Egy idegen támadás után, amelyben a kiontott vértől vörös lett a patak vize, az öregek elátkozták a helyet és két kilométerre lejjebb költöztek a patak mentén. Mivel a családfők meghaltak a csatában, az asszonyok más falvakból érkezett férfiakkal keltek össze. Az egyes nemzetségek valóban háborúságban éltek egymással a falun belül, gyakoriak voltak közöttük a késelések.
Az 1960-as években az archaikus népi kultúrájának juttatott hivatalos presztízs és folklóregyüttesének sikerei nyomán irigyelt faluvá vált a környéken. Lakóit a gyakori golyvás megbetegedések miatt gușați-nak ('golyvás') csúfolták.

## Nevezetességek

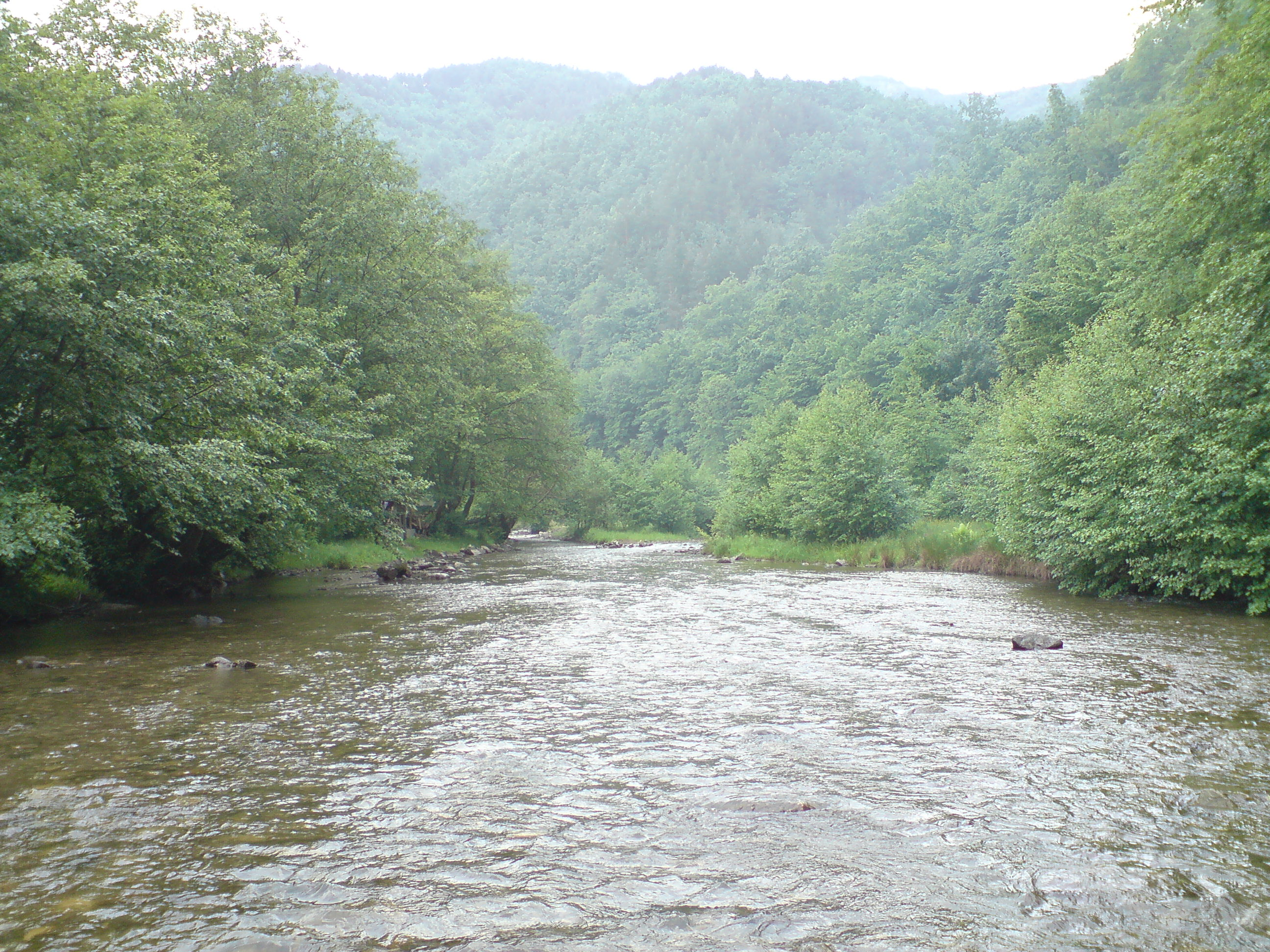
A Cserna áttörése Hosdónál

- A Cserna látványos, 6 km hosszú áttörése.